# Эшба, Марина Ефремовна
Марина Ефремовна Эшба (20 июля 1924, Лондон —  17 мая 2002, Москва) — советский, абхазский скульптор. Работала в монументальной и станковой скульптуре, а также в медальерном искусстве. Заслуженный деятель искусств Абхазской АССР (1961) и Грузинской ССР (1963). Лауреат Государственной премии имени Дмитрия Гулиа (1984). Член Союза художников СССР. Первый председатель Союза художников Абхазской АССР (1962—1982). Первая абхазская женщина-скульптор, активная участница абхазского национально-освободительного движения. Дочь абхазского революционера и борца за независимость Абхазии Ефрема Эшба.

## Биография
Родилась в 1924 году в Лондоне в семье абхазского революционера и борца за независимость Абхазии Ефрема Эшба и Марии Владимировны Щигровской, дочери генерала царской армии. Прадед по материнской линии — князь, генерал майор, участник Крымской войны Иван Осипович Шаликов.
В марте 1925 года Ефрему Алексеевичу Эшба было отказано в продлении срока пребывания в Англии и семья вернулась в Россию. В 1926 году в семье родилась еще одна дочь – Лиза.
В 1936 году Ефрема Эшба отправили в ссылку на Колыму, а 16 апреля 1939 года он был расстрелян. Его жену с двумя дочерьми отправили в Казахстан, где они в тяжёлых условиях работали на хлопковых полях. Через некоторое время им разрешили вернуться в Абхазию, где они обосновались в городе Очамчыра.
Марина с детства проявляла способности к математике, поэтому после окончания школы в 1941 году поступила в Тбилисский политехнический институт, но бросила его в 1943 году и уехала в столицу поступать в Московский институт прикладного и декоративного искусства. 
Училась у скульптора-монументалиста Екатерины Белашовой. В 1951 году окончила институт. Её дипломной работой стала скульптура полководца Александра Суворова, за которую она получила отличную оценку. За отличные успехи в учёбе и активное участие в художественной жизни Москвы Марина была принята в члены Союза художников Москвы, а затем и Союза художников СССР. Принимала участие во всесоюзных конкурсах и одерживала победы. В 1951—1959 годах работала скульптором в Московском Союзе Советских художников.
В 1953 году начала работать в мастерской Георгия Мотовилова, где работала над своим первым ответственным заказом — образом рабочего для установки у Дворца науки в Варшаве. Участвовала в оформлении нового здания Севастопольского русского драматического театра рельефными скульптурами, делала портрет М. Мусоргского (1957) для Советского павильона на Всемирной выставке в Брюсселе. Создавала образы великих представителей отечественного театрального искусства, культуры — К. С. Станиславского,  М. С. Щепкина, Варвары Бубновой, М. Ермоловой (позднее здание дома-музея Марии Ермоловой в Москве было украшено силуэтом актрисы, выполненным в соответствии с этим портретом).
В 1950-е годы была в числе тех, кто возрождал медальерное искусство в СССР. В 1958 году она одерживает победу в конкурсе ведущих скульпторов на изготовление проекта памятной медали «Москва строится», посвящённой 800-летию столицы. М. Эшба изготовила проекты медалей: к 40-летию гибели 26 Бакинских комиссаров, «400 лет добровольного присоединения Черкеcии к России», «Запуск в СССР первого в мире искусственного спутника Земли 4 октября 1957 г.», «150 лет со дня рождения Н. А. Некрасова» (1958), «Медаль в память К. Э. Циолковского», «50 лет институту экспериментальной патологии и терапии АМН ССР», «I Международный конкурс вин СССР» (1965).
В Москве жила с мамой и сестрой по адресу Каляевская улица, 5, где они размещались в одной комнате (до ареста Ефрема Эшбы их семья занимала всю 3-х комнатную квартиру № 19 в этом доме).
В 1958 году Марина Эшба выходит замуж и уезжает в Абхазию, где в 1960 году у супругов родился сын Владимир.
Вернувшись в Сухум, много времени посвящает созданию станковых портретов государственных деятелей Грузии и Абхазии, ученых, писателей, актёров, простых абхазцев. Среди них: Серго Орджоникидзе (1961, был установлен в Сухуме), Ефрема Эшба (установлен в 1967 году в его родном селе Агубедиа), депутат Верховного Совета СССР Владимир Лакоя (1962, эта работа была включена в фонд Министерства культуры Грузинской ССР), правозащитница Гули Кичба («Мать воина»), писатель Фазиль Искандер (1964), художница Ольги Брендель (дерево), Татьяна Гулиа, Джума Ахуба, лётчица Мери Авидзба, а также «Портрет старой абхазки» («Мамида», 1961), «Портрет целинника», «Айнури», «Колхозный бригадир Зосим Ардзинба», «Махты Таркил из Дурипша».
В апреле 1960 года впервые участвует как художник и скульптор в выставке изобразительного искусства Абхазии, посвященной 90-летию со дня рождения В. И. Ленина, где она представила свои памятные медали и два станковых портрета, созданные ею уже в Абхазии — Ясона Ажиба и Андрея Чочуа.
В 1961 году в Сухуми при входе в парк имени Орджоникидзе был установлен памятник Серго Орджоникидзе. Скульптором выступила М. Эшба, архитектором — А. Валабуев. 
В 1961 году Марина Эшба становится заслуженным деятелем искусств Абхазской АССР, а в 1963 — заслуженным деятелем искусств Грузинской ССР.
В 1962 году Марина Эшба возглавила Абхазское отделение Союза художников Грузинской ССР, которое объединило более 30 абхазских, грузинских и русских художников, и поставила цель — сделать организацию художников Абхазии автономной. Спустя несколько лет Эшба возглавила уже Союз художников Абхазской ССР. Уже в 1966 году в Москве, в зале правления Союза художников СССР открылась групповая выставка абхазских художников, среди которых были работы Виктора Иванба и Юрия Чкадуа. Выставка была посвящена 50-летию советской власти и образованию Компартии Грузии.
В марте 1972 года впервые открывается выставка 12 произведений профессиональных художников Абхазии на немецком лайнере «Дружба народов» (Völkerfreundschaft), где во время трёх круизов пассажиры могли ознакомиться с произведениями абхазских художников.
В 1973 году к 80-летию Ефрема Эшба в центре Сухума был сооружён монументальный комплекс памяти абхазского революционера. Архитектурную часть работы взял на себя главный архитектор города, Г. А. Гватуа, а сам памятник был выполнен Мариной Эшба.
В 1973 году Эшба по семейным обстоятельствам покидает Сухум и передаёт руководство Союзом художников Абхазской АССР своему заместителю С. Габелия.
Жила в Сухуме, на улице Чочуа, 27 (ныне улица Дзидзария), рядом с её домом находилась её небольшая мастерская. Затем переехала в Синоп, но продолжала посещать свою мастерскую, которая сохранилась до наших дней.
В 1981 году на центральной площади города Гудаута был открыт Мемориальный комплекс, посвященный памяти воинов — жителей Абхазии, павших в сражениях Великой Отечественной войны (скульптор Марина Эшба, архитектор Тамара Лакрба), за который в 1984 году М. Эшба была удостоена Государственной премии имени Дмитрия Гулиа.
Позднее, 9 мая 1990 года в селе Лыхны был открыт еще один архитектурно-скульптурный Мемориальный комплекс памяти погибщих воинов. В этот раз Эшба работала совместно со скульптором и своей московской подругой — Верой Акимушкиной. Архитектором был Александр Квитатиани. Им помогали резчики из Москвы и строители Гудаутского треста «Культбытремстрой».
Во время Грузино-абхазской войны 1992–1993 годов уезжает в Москву к сестре и сыну, однако сразу после её окончания вернулась в родную Абхазию.
В 1996 году в Центральном выставочном зале Союза художников Абхазии состоялась первая персональная выставка Марины Эшба, на которой были представлены монументальные скульптуры, станковые портреты, барельефы. В этом же году в эфире Абхазского телевидения показали документальный фильм известного журналиста Владимира Зантария о Марине Эшба.
Умерла в 2002 году в Москве, куда часто приезжала к сыну и двоюродной сестре, Нелли Эшба. Похоронена в Сухуме в Пантеоне.
В 2004 году состоялась вторая персональная выставка Марины Эшба, уже посмертно.
В августе 2017 года на могиле Фазиля Искандера на Новодевичьем кладбище был установлен памятник, выполненный на основе созданного ею его скульптурного бюста.
В июле 2024 года в Музее банка Абхазии прошла фотовыставка, организованная Союзом художников Абхазии, приуроченная к 100-летию Марины Эшба. На выставке было представлено 16 портретов современников Марины Эшба, созданных в разные годы, многие из которых сегодня утрачены навсегда. Организаторы выставки отметили, что несмотря на монументальные произведения художницы, она была талантливым портретистом, импрессионистом. Большинство её живописных работ не сохранилось, что очень трагично.
Отдельные скульптурные работы мастера находятся в собраниях музеев России (ГЦМСИР, Государственная Третьяковская галерея, Тверской государственный объединённый музей, Сахалинский областной художественный музей, Красноярский художественный музей имени В. И. Сурикова). Медали авторства Эшбы хранятся в разных частных собраниях, нумизматической коллекции Эрмитажа и других музеях.
Работы Марины Эшба находились и в Абхазской картинной галерее в Сухуми. Однако 21 января 2024 года в здании, где размещался фонд галереи (более 4000 произведений), случился пожар, который уничтожил практически всё его художественное собрание. Гипсовые эскизы авторства Марины Эшба разрушились под воздействием огня и утрачены навсегда, её деревянные работы частично обгорели.

## Семья
- Первый муж — Тариэл Аршба, кандидат исторических наук, ведущий журналист и редактор газеты «Советская Абхазия».
  - Сын — Владимир (род. 1960). Внучка — Алиса (род. 1986)[2].
- Второй муж — Нури Реджабович Акаба (1916—?)[16][17].

 Родной племянник — Виктор Абрамян-Эшба (род. 1956), известный российский скрипач, автор идеи первых в России интерактивных музыкальных энциклопедий «Шедевры классической музыки» и «Энциклопедия классической музыки».

## Внешние видеофайлы
- В Музее банка Абхазии открылась фотовыставка к 100-летию Марины Эшба // Телекомпания Абаза-ТВ. 2024.
- «Память о мастере» — Марина Эшба // Телекомпания Абаза-ТВ. 2024. 10 сентября.
- «Талант и женственность»: Книга о первой абхазской женщине-скульпторе Марине Эшба  // Телекомпания Абаза-ТВ. 2019. 2 июля.